# Small forward

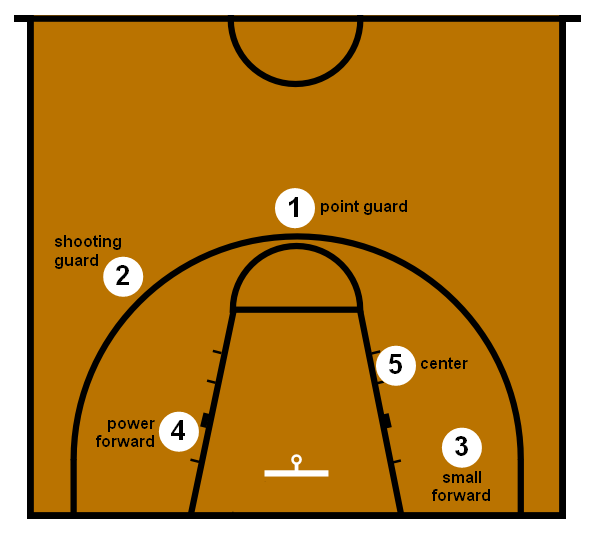
Nummer tre på bilden

Small forward (SF), även kallat "trean", är en av de fem vanligaste positionerna i basket. En small forward är ofta kortare och snabbare än power forwards och centers. Dess främsta uppgift i anfall är att göra poäng, snarare än att ta retur och annat.

## Kända small forwards
- Carmelo Anthony
- Larry Bird
- Kevin Durant
- Paul George
- John Havlicek
- LeBron James
- Paul Pierce
- Scottie Pippen